# Arriva Cristina
Arriva Cristina è una serie televisiva italiana trasmessa su Italia 1 nell'autunno 1988 con Cristina D'Avena, con la regia di Francesco Vicario.
La serie era uno spin-off delle serie TV cult di Licia (interpretate sempre dalla D'Avena); infatti nell'ultima puntata di Balliamo e cantiamo con Licia uno dei personaggi riceve una telefonata da Cristina D'Avena che annuncia di aver fondato una band tutta sua.
Veniva trasmesso ogni lunedì, mercoledì e venerdì dalle 20:00 alle 20:30, in contemporanea con il TG1 e nonostante ciò ebbe una media di ascolti di quasi 3 milioni, andando molto bene soprattutto tra i ragazzi.
Questo successo portò alla realizzazione di altre tre serie negli anni successivi: Cristina (1989) e Cri Cri (1990-1991) trasmesse sempre su Italia 1 e Cristina, l'Europa siamo noi (1991) che a differenza delle precedenti fu trasmessa su Rete 4 e l'audio registrato in presa diretta, quindi senza ricorrere al doppiaggio come le serie precedenti.
La serie viene replicata integralmente su Hiro a partire dall'11 febbraio 2011 alle ore 8:40, 17:30 e 21:30
La protagonista della serie era Cristina D'Avena, che aveva organizzato un complesso musicale insieme ai suoi compagni di università. Questi momenti musicali venivano alternati con gli studi in medicina oltre che alle vicende familiari divise tra ansie, gioie e delusioni.
A differenza delle quattro serie di Licia (nelle quali era doppiata nei dialoghi da Donatella Fanfani, voce protagonista anche della serie animata), in questo e nei successivi tre telefilm della saga, la D'Avena recita con la sua voce anche nei dialoghi oltre che nelle scene di canto.
La serie era girata negli studi della Merak Film.

## Sigla e colonna sonora
La sigla del telefilm s'intitola Arriva Cristina, scritta da Carmelo "Ninni" Carucci e Alessandra Valeri Manera, ed è cantata dalla stessa Cristina D'Avena, incisa come traccia 1 nell'album Fivelandia 6 – Le più belle sigle originali dei tuoi amici in TV. Nei cori, insieme ai Piccoli Cantori di Milano, troviamo Moreno Ferrara, Silvio Pozzoli e Ricky Belloni.
È stato pubblicato il relativo album dal titolo Arriva Cristina, che conteneva tutte le canzoni interpretate nella serie. Nel dicembre del 2010 l'album è stato ristampato per la prima volta su CD all'interno del cofanetto Arriva Cristina Story, box da 4 dischi contenente le ristampe delle colonne sonore dei quattro telefilm di produzione italiana ispirati al personaggio di Cristina D'Avena.
In alcuni episodi, prima della sigla di chiusura, erano presenti degli sketch di "Gioca e suona con Cristina" tra Cirillo, l'elefantino parlante della serie e Cristina.
Nel 1990 gli Elio e le Storie Tese fecero una parodia della canzone, intitolata Arriva Clistere, che non fu mai pubblicata su un disco.

## Episodi
| Stagione       | Episodi | Prima TV Italia |
| -------------- | ------- | --------------- |
| Prima stagione | 36      | 1988            |